# Троицк (Москва)
Троицк (рус. Троицк) град је у Русији у Троицком административном округу федералног града Москве.

## Становништво
| 1989.  | 2002.  | 2010.  |
| ------ | ------ | ------ |
| 29.301 | 32.653 | 39,873 |